# Farnaz Arbabi
Farnaz Arbabi Ohlin, född Arbabi 8 november 1977 i Teheran i Iran, är en svensk regissör, dramatiker och teaterchef. 

## Biografi
Arbabi växte upp i Kungshamra i Solna och i Husby-Akalla i norra Stockholm. Hon studerade teatervetenskap, filmvetenskap, pedagogik och journalistik vid Stockholms universitet samt kreativt skrivande på Södertörns högskola, innan hon utbildade sig till regissör vid Dramatiska Institutet. Hon har regisserat teater, musikal och opera. Hennes uppsättningar har belönats med bland annat Sveriges teaterkritikers pris och tidningen Expressens teaterpris En bit av Georgs hatt.
Arbabi har flera gånger samarbetat med Jonas Hassen Khemiri. Hon har regisserat hans pjäser Invasion! (2006 scen, 2011 Radioteatern), Jag ringer mina bröder (2013 scen, 2014 SVT) och ≈[ungefär lika med] (2014).
Under 2014 övertog hon, tillsammans med Gustav Deinoff, det konstnärliga ledarskapet på Unga Klara efter Suzanne Osten.
2020 dramatiserade och regisserade hon De kommer att drunkna i sina mödrars tårar, baserad på Johannes Anyurus roman, en dystopisk skildring av ett framtida Sverige med terrorism och fascism. Föreställningen fick urpremiär på Unga Klara 29 oktober 2020 i samarbete med Uppsala stadsteater. I oktober 2021 sände SVT en avfilmad version.
I oktober 2021 hade hennes uppsättning av musikalen Cabaret premiär på Dramatens stora scen med Jonas Malmsjö och Marie Richardson i huvudrollerna.
Arbabi är gift med skådespelaren och regissören Jens Ohlin.

## Teater

### Regi
| År   | Produktion                                 | Upphovsmän                                       | Teater                                                                                                  |
| ---- | ------------------------------------------ | ------------------------------------------------ | --- |
| 2003 | Afghanistan                                | Daniela Kullman                                  | Teater Scenario                                                                                         |
| 2004 | Samtidigt: 5tr                             | Daniela Kullman                                  | Teater Scenario                                                                                         |
| 2005 | Brev till en ängel                         | Farnaz Arbabi                                    | Angereds Teater                                                                                         |
| 2005 | Kärlek Extra Allt                          |                                                  | Riksteatern                                                                                             |
| 2006 | Invasion!                                  | Jonas Hassen Khemiri                             | Stockholms Stadsteater Utvald till svenska Teaterbiennalen 2007.                                        |
| 2006 | Utvandrarna                                | Vilhelm Moberg Dramatisering Farnaz Arbabi       | Riksteatern/ Regionteatern Blekinge Kronoberg                                                           |
| 2007 | Normal                                     |                                                  | Teater Camp X i Köpenhamn                                                                               |
| 2008 | Hedwig and the Angry Inch                  | John Cameron Mitchell Översättning Farnaz Arbabi | Stockholms Stadsteater                                                                                  |
| 2008 | Måsen                                      | Anton Tjechov Bearbetning Farnaz Arbabi          | Backa Teater                                                                                            |
| 2009 | Konsuln The Consul                         | Gian Carlo Menotti Textbearbetning Farnaz Arbabi | Folkoperan                                                                                              |
| 2010 | Drottning Kristina                         | Pam Gems                                         | Stockholms Stadsteater                                                                                  |
| 2013 | Jag ringer mina bröder                     | Jonas Hassen Khemiri                             | Malmö Stadsteater och Riksteatern Utvald till Scenkonstbiennalen 2013.                                  |
| 2013 | Hedda Gabler                               | Henrik Ibsen                                     | Uppsala Stadsteater                                                                                     |
| 2013 | Jag ringer mina bröder                     | Jonas Hassen Khemiri                             | Kulturhuset Stadsteatern                                                                                |
| 2014 | ≈[ungefär lika med]                        | Jonas Hassen Khemiri                             | Dramaten                                                                                                |
| 2015 | X (Swedish History X)                      |                                                  | Unga Klara Utvald till teaterfestivaler i Kapstaden och Düsseldorf.                                     |
| 2015 | Vitsvit                                    | Athena Farrokhzad                                | Unga Klara                                                                                              |
| 2017 | En droppe midnatt                          | Timbuktu_(artist)                                | Skandiascenen Gästspel i Norge och New York.                                                            |
| 2018 | Angels in America                          | Tony Kushner                                     | Dramaten                                                                                                |
| 2019 | För att jag säger det                      |                                                  | Unga Klara Gästspel i New York, Johannesburg, Istanbul och Peking. Utvald till Scenkonstbiennalen 2021. |
| 2020 | De kommer att drunkna i sina mödrars tårar | Johannes Anyuru, Farnaz Arbabi                   | Unga Klara / Uppsala stadsteater / SVT Utvald till Scenkonstbiennalen 2022.                             |
| 2021 | Cabaret                                    | Joe Masteroff                                    | Dramaten                                                                                                |
| 2022 | BRINN                                      | Elmira Arikan och Farnaz Arbabi                  | Unga Klara / Teaterhögskolan i Malmö                                                                    |
| 2023 | 9 to 5                                     |                                                  | Uppsala stadsteater                                                                                     |

## Övrigt i urval
- Medlem i  Teater Scenarios konstnärliga råd 2003-2009
- Författare till Rädda Barnens "Överlevnadshandbok för flickor om frihet och heder" (2002)
- Har arbetat som regiassistent till Suzanne Osten och Birgitta Englin.
- Debattör på Dagens Nyheter mot Åsa Mattsson angående "förortssvenskan".
- Sommarpratare i Sveriges Radio P1 sommaren 2004
- Vinnarjuryn för Guldbaggen 2012-2015
- Ledamot i Svenska filminstitutets styrelse 2017-2019
- Replik i Dagens Nyheters debatt om scenkonst
- Vinnarjuryn för Bonnier Carlsens stora manustävling 2020

## Priser och utmärkelser
- 2014 - Eldh-Ekblads fredspris
- 2007 - Teaterförbundets Vilhelm Moberg-stipendium
- 2006 - En bit av Georgs hatt, Expressens teaterpris
- 2006 - Svenska Teaterkritikernas pris